# Aleksandar Mezić
Aleksandar Mezić, srbski vojaški zdravnik in general, * 6. april 1910, † 26. marec 1963.

## Življenjepis
Končal je beograjsko Medicinsko fakulteto. Med letoma 1937 in 1939 je sodeloval v španski državljanski vojni.
Med drugo svetovno vojno je sodeloval v enotah francoskih partizanov. Januarja 1945 je postal načelnik Kirurškega oddelka bolnice 2. armade JA.